# Bolitoglossa hiemalis
Bolitoglossa hiemalis é uma espécie de anfíbio caudado pertencente à família Plethodontidae, sub-família Plethodontinae.